# The Sisters (pel·lícula de 1914)

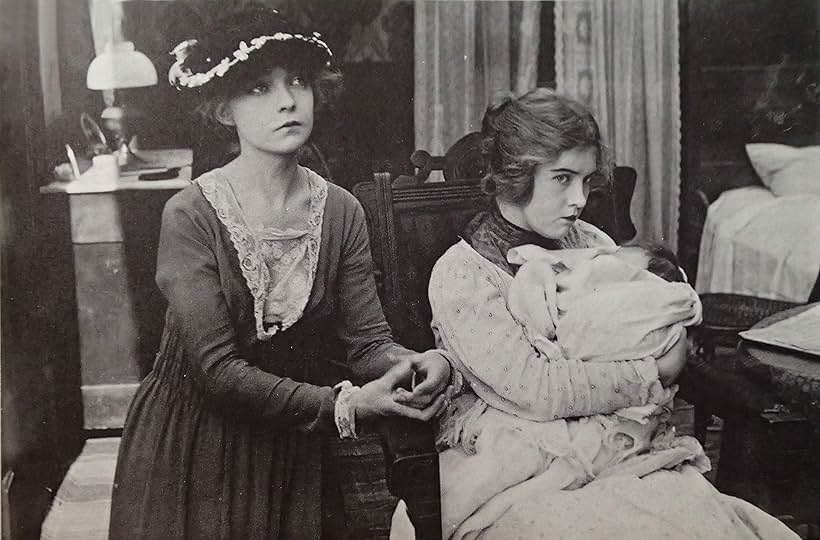
Lillian (esquerra) i Dorothy Gish en un fotograma de la pel·lícula

The Sisters, també titulada A Duel for Love, és una pel·lícula muda dirigida per Christy Cabanne i protagonitzada per les germanes Lillian i Dorothy Gish, en una de les poques vegades que coincidiren en una pel·lícula. Basada en un relat de Myron T. Brining adaptat pel propi Cabanne i per Anita Loos, la pel·lícula, de dues bobines, es va estrenar el 29 de novembre de 1914.

## Argument
May i Carol són dues germanes que s’estimen molt. La situació canvia amb l’arribada de George, un advocat de ciutat, que provoca la gelosia de Carol per les atencions que aquest té amb May. Com a conseqüència, un dia, mentre la germana dorm Carol li talla els cabells i fins i tot té pensaments d’assassinar-la. Al final May i George es casen i Carol també ho fa amb Frank, un granger. Totes dues tenen un fill però el de May mor poc després de néixer. El metge assegura que May ha de tenir un altre fill ja que si no es morirà. Carol decideix cedir el seu fill a la germana. Quan May supera la convalescència s’assabenta la veritat i torna el fill a la germana.

## Repartiment
- Lillian Gish (May, la germana gran)
- Dorothy Gish (Carol, la germana menor)
- Elmer Clifton (Frank)
- W. E. Lawrence (George)
- Donald Crisp
- Josephine Crowell